# Zajednički pothvat
Joint venture ili zajednički pothvat (eng. joint venture, co-venture, syndicate, pool, joint undertaking; njem. gemeinsame Unternehmen) je ugovor kojim dvije ili više osoba ili tvrtki udružuju svoju imovinu i/ili rad radi ostvarenja unaprijed određenog poslovnog pothvata, a nakon što se poslovni pothvat ispuni, osobe se razdružuju, s tim da suugovaratelji proporcionalno svom udjelu ili dogovoru dijele dobitak i snose gubitak.
Joint venture je sličan partnershipu, ali se od njega razlikuje po tome što se odnosi na unaprijed određenu poslovnu operaciju čije je ostvarenje vezano na određeno vrijeme (makar i na više godina), dok partnership predstavlja zajedničko vođenje poslova u svim segmentima njihove djelatnosti i u pravilu je trajan poslovni odnos.
Za zasnivanje joint venture odnosa ne zahtijevaju se formalnosti osnivanja, ne stvara se novi pravni subjekt, a međusobni odnosi stranaka su fiducijarni, tj. svi suugovaratelji istodobno su fiducijanti i fiducijari. Prema trećima, odgovornost joint venture suugovaratelja je neograničena i može se ograničiti samo ugovorom s trećim, a ne internim sporazumom. Kako nema značajke korporacije, na joint venture se primjenjuju odgovarajuće odluke o partnershipu, pogotovo u poreznim stvarima. Stranke ugovora o joint ventureu mogu biti fizičke i pravne osobe, a najpoznatiji ugovori o joint ventureu sklapaju se u području proizvodnje i prodaje nafte, informacijskih tehnologija, automobilske industrije, mobilnih tehnologija i operaterstva, avio kompanija, bankarstva i dr.

## Formuliranje JV
Joint venture može se formulirati kroz niz koraka, gdje je za svaki potrebno mnogo rada, te svaki korak mora biti precizan. Ti koraci su:
- ciljevi, struktura i projiciranje forme zajedničkog pothvata, uključujući i iznos ulaganja kao i financijske aranžmane i dug
- proizvodi koje će joint venture tvrtka proizvoditi, njihov tehnički opis i uporaba
- alternativne proizvodne tehnologije
- procijenjene vrijednosti opreme
- procijenjena cijena (e) proizvoda
- cijena financijskog ulaganja
- analiza tržišta za proizvod koji će se proizvoditi, unutar i izvan terotorija
- analiza konkurencije
- projicirane prodaje i metoda distribucije
- detalji ponude, uključujući i marketing (reklamiranje), transport i skladištenje proizvoda, kao i njihovo ispitivanje kvalitete, poslovi vezani uz nus proizvode i otpad
- procijenjeni troškovi za transfer tehnologije
- strani marketing na ciljanom tržištu
- potrebno osoblje i njihova obuka
- financijska projekcija
- utjecaj na okoliš
- socijalna naknada.

## Studija izvodljivosti
Studija izvodljivost pokazuje isplativost joint venture projekta, a u nju je uključen čitav niz parametara, kao što su:
- joint venture partneri
- ciljevi i struktura joint venture tvrtke
- ulaganje i financiranje projekta
- proizvodi tvrtke te njihov opis
- tehnologija proizvodnje
- troškovi potrebne opreme
- troškovi transfera tehnologija
- cjenovna benefit analiza
- analiza tržišta
- analiza konkurencije
- troškovi opskrbe, transporta, skladištenja, nusproizvoda i otpada.
- potrebno osoblje i njihova obuka.

## Mane od JV
Neki od nedostataka u zajedničkom pothvatu mogu biti:
- različite filozofije u određivanju očekivanja i ciljeva između joint venture partnera.
- neravnoteža u visini ulaganja i stručnosti.
- neadekvatna identifikacija, podrška i kompenzacija kod višeg vodstva i menadžmentskog tima.
- prilikom udruživanja tvrtki iz različitih kontinenata, dolazi do sukoba kultura i načina rukovođenja kod JV partnera.

## Postotak zajedničkog ulaganja
U Sjedinjenim Državama, da bi se osnovalo joint venture društvo, potrebna je sljedeća razina ulaganja:
- manje od 3 mil. USD; 70% glavnice moraju činiti investicije.
- više od 3 mil. USD; 50% glavnice moraju činiti investicije.
- više od 10 mil. USD; 40% glavnice moraju činiti investicije.
- više od 30 mil. USD; 33% glavnice moraju činiti investicije.

Strani investicijski partneri u SAD-u moraju uložiti minimalno 25% od ukupne vrijednosti glavnice. Kineski ulagači nemaju zakonom predviđeni minimum ulaganja.

## Prekid
Joint venture društvo može prestati s radom kada se:
- ostvare ciljevi JV pothvata
- ne ostvare ciljevi JV pothvata
- jedan ili oba partnera ne slažu s ciljevima zajedničke JV tvrtke
- jedan ili oba partnera počinju razvijati nove ciljeve
- istekne vrijeme zajedničkog pothvata
- zbog pravnih ili financijskih razloga
- zbog razvoja tržišnih uvjeta u kojima zajednički pothvat više nije relevantan.

## Primjeri JV tvrtki
| #   | JV tvrtka                  | Područje djelatnosti               | Sjedište                  | Osnutak | Ulagač A                   | Ulagač B          | Postotak ulaganja |
| --- | -------------------------- | ---------------------------------- | ------------------------- | ------- | -------------------------- | ----------------- | ----------------- |
| 1.  | Fujitsu Siemens Computers  | Informacijske tehnoligije          | München, Njemačka         | 1999.   | Fujitsu                    | Siemens AG        | 50% : 50 %        |
| 2.  | Sony Ericsson              | Mobilne tehnologije                | London, UK                | 2001.   | Sony                       | Ericsson          | 50% : 50%         |
| 3.  | Nokia Siemens Networks     | Telekomunikacije                   | Espoo, Finska             | 2007.   | Nokia                      | Siemens AG        | 50% : 50%         |
| 4.  | Virgin Mobile India        | Mobilni operater                   | New Delhi, Indija         | 2008.   | Virgin Group               | Tata Teleservices | ???               |
| 5.  | Verizon Wireless           | Mobilni wireless operater          | New Jersey, SAD           | 2000.   | Verizon Communications     | Vodafone          | 55% : 45%         |
| 6.  | NUMMI                      | Auto industrija                    | Fremont, Kalifornija, SAD | 1984.   | General Motors Corporation | Toyota            | ???               |
| 7.  | NUMMI                      | Auto industrija                    | Fremont, Kalifornija, SAD | 2010.   | Toyota                     | Tesla Motors      | ???               |
| 8.  | AutoAlliance International | Auto industrija                    | Flat Rock, Michigan, SAD  | 1992.   | Ford Motor Company         | Mazda             | 50% : 50%         |
| 9.  | Air France-KLM             | Avio kompanija za prijevoz putnika | Pariz, Francuska          | 2004.   | Air France                 | KLM               | ???               |
| 10. | Air Hong Kong              | Avio kompanija za transport tereta | Hong Kong                 | 1986.   | Cathay Pacific             | DHL Express       | ???               |
| 11. | Shell-Mex and BP           | Naftna kompanija                   | London, UK                | 1932.   | Royal Dutch Shell          | British Petroleum | ???               |
| 12. | Bank DnB NORD              | Bankarska grupacija                | Kopenhagen, Danska        | 1992.   | DnB NOR                    | NORD/LB           | 51 % : 49 %       |
| 13. | MSNBC                      | Kabelski news program              | New York, SAD             | 1996.   | NBC Universal              | Microsoft         | 82% : 18%         |
| 14. | United Launch Alliance     | Proizvodnja svemirskih raketa      | Centennial, Colorado, SAD | 2006.   | Boeing                     | Lockheed Martin   | ???               |

## Vanjske poveznice
- Cornell Law School's Joint Venture Info Page